# لوتشيانو دي برونو
لوتشيانو دي برونو (بالإسبانية: Luciano De Bruno) (6 أغسطس 1978 بروساريو في الأرجنتين - ) هو لاعب كرة قدم أرجنتيني في مركز الوسط. لعب مع أيل ليماسول وتيرو فيديرال وخميناسيا خوخوي وروزاريو سنترال ونادي تشياباس ونادي لانوس ونادي هبوعيل تل أبيب وتاليريس كوردوبا ونادي كوريكامينوس ‏ وديبورتيفو نوبلينس ‏ ونادي ماكارا وAlumni Athletic Club ‏.

## وصلات خارجية
- لوتشيانو دي برونو على موقع قاعدة بيانات كرة القدم.إي يو (الإنجليزية)
- لوتشيانو دي برونو على موقع Soccerway.com (الإنجليزية)